# Маргарита Гонзага
Вижте пояснителната страница за други личности с името Маргарита Гонзага.
Маргарита Гонзага (на италиански: Margherita Gonzaga; Margarita Gonzaga; * 2 октомври 1591, Мантуа, Херцогство Мантуа; † 7 февруари 1632, Нанси, Лотарингия) от род Гонзага, е херцогиня на Лотарингия и Бар (1608 – 1624).

## Произход
Тя е дъщеря на Винченцо I Гонзага (* 1562, † 1612), херцог на Мантуа, и на Елеонора де Медичи (* 1566, † 1611), и така племенница на френската кралица Мария де Медичи. Нейни дядо и баба по бащина линия са херцог Гулелмо Гонзага и ерцхерцогиня Елеонора Австрийска, а по майчина – великият херцог на Тоскана Франческо I де Медичи и ерцхерцогиня Йохана Австрийска. Има четирима братя и една сестра:
- Франческо IV (* 1586, † 1612), 5-и херцог на Мантуа и 3-ти херцог на Монферат от 1612 г., съпруг на Маргарита Савойска
- Фердинандо (* 1587, † 1626) кардинал 1607, 6-и херцог на Мантуа и 4-ти херцог на Монферат от 1612 г., съпруг на Камила Ретичин и на Катерина де Медичи
- Гулиелмо Доменико (* 1589, † 1591)
- Винченцо II (* 1594, † 1627), кардинал 1615, 7-и херцог на Мантуа и 5-и херцог на Монферат 1626 г., съпруг на Изабела Гонзага ди Новелара
- Елеонора (* 1598, † 1655), императрица на Свещената Римска империя (1622 – 1637), ерцхерцогиня на Австрия (1622 – 1637), кралица на Германия (1622 – 1637), Унгария (1622 – 1625) и Бохемия (1622 – 1627) като съпруга на император Фердинанд II

## Биография
Маргарита се омъжва на 24 април 1606 г. в Мантуа за Хайнрих II от Водмон (Анри II Добрият), херцог на Лотарингия, овдовял през 1604 г. от Катерина Наварска. Той е син на Карл III от Лотарингия и на принцеса Клод дьо Валоа и следователно племенник на краля и кралицата на Франция Анри II и Катерина де Медичи.
През 1608 г., със смъртта на Карл III, Хайнрих и Маргарита стават херцози на Лотарингия. Двамата имат две дъщери, но нямат мъжки наследник.
След смъртта на нейния съпруг през 1624 г. тя отива във френския двор, където представя интересите на нейната дъщеря Никол като наследница на Хайнрих II в Херцогство Лотарингия. Обратно в Лотарингия, Маргарита живее в Номени. Херцогство Лотарингия, тъй като Хайнрих умира без законни деца от мъжки пол, преминава към по-малкия му брат Франц II.
През 1627 г. Винченцо II Гонзага умира без преки наследници. За наследяването на Херцогство Мантуа се противопоставят от една страна Карло I Гонзага, херцог на Невер, подкрепян от краля на Франция, а от друга – Феранте Гонзага, принц на Гуастала, подкрепян от краля на Испания. За Монферат в конфликт са Карл Емануил I, херцог на Савоя, и самата Маргарита. Карл I Гонзага-Невер надделя над различните претенденти.
Маргарита умира през 1632 г. в Нанси на 40-годишна възраст.

## Брак и потомство
∞ 24 април 1606 г. в Мантуа за Хайнрих II от Водмон (Анри II Добрият), херцог на Лотарингия (* 1563, † 1624), от когото има две дъщери:
- Никол Лотарингска (* 3 октомври 1608, Нанси; † 2 февруари 1657, Париж), ∞ 1621 (разведена 1635) за Карл от Водмон (* 1604; † 1675), бъдещ херцог Карл IV на Лотарингия, от когото няма деца
- Клавдия Лотарингска (* 6 октомври 1612, Нанси; † 2 август 1648, Виена), ∞ 1634 за бъдещия херцог на Лотарингия Никола II Франц (* 1609; † 1670), брат на Карл IV, от когото има двама сина и три дъщери

- херцог Анри II, 
съпруг
- Никол,
 дъщеря
- Клавдия, 
дъщеря